# Ensemble Bahnhofstraße (Hammelburg)

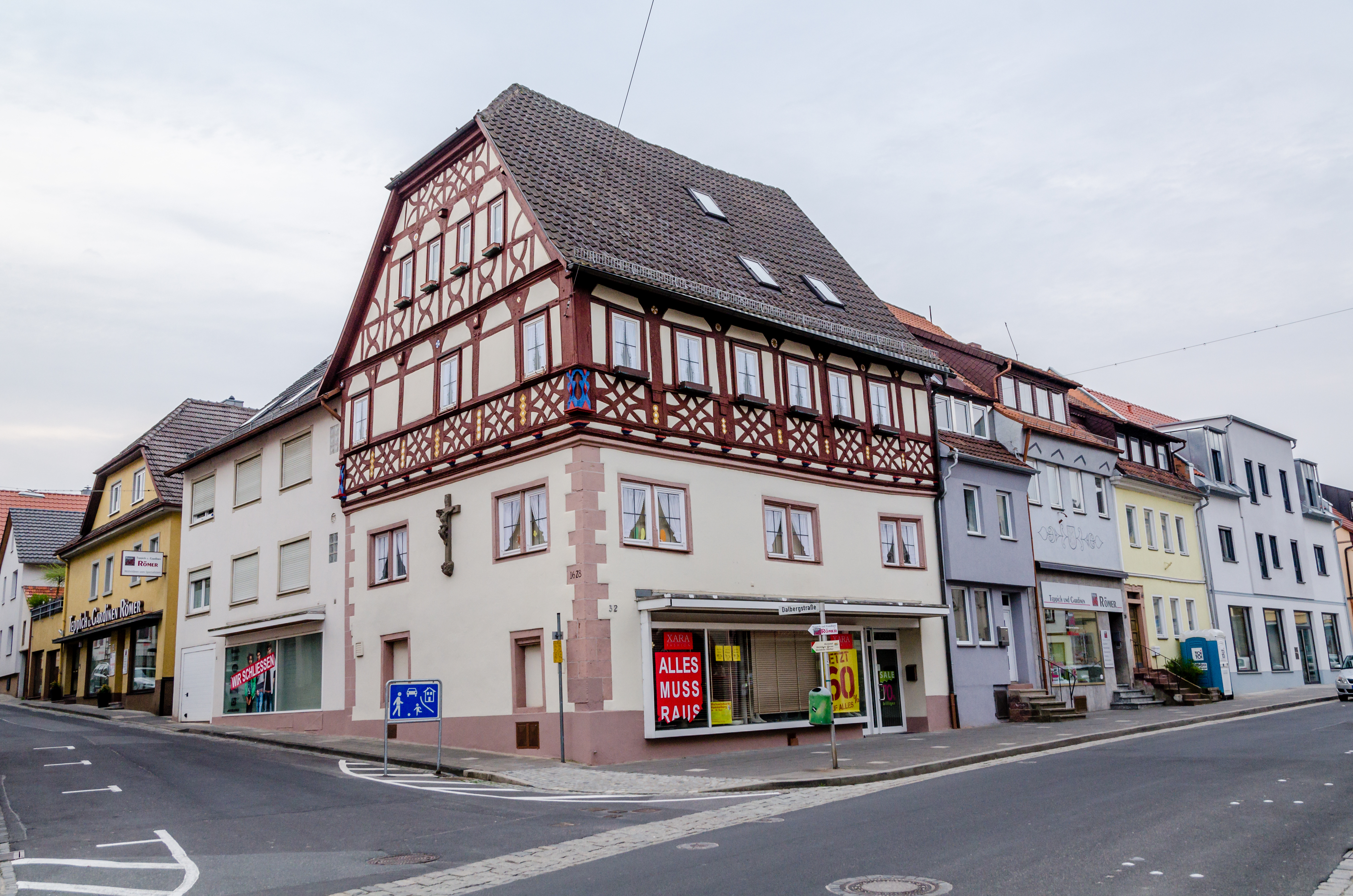
Bahnhofstraße/Ecke Dalbergstraße in Hammelburg

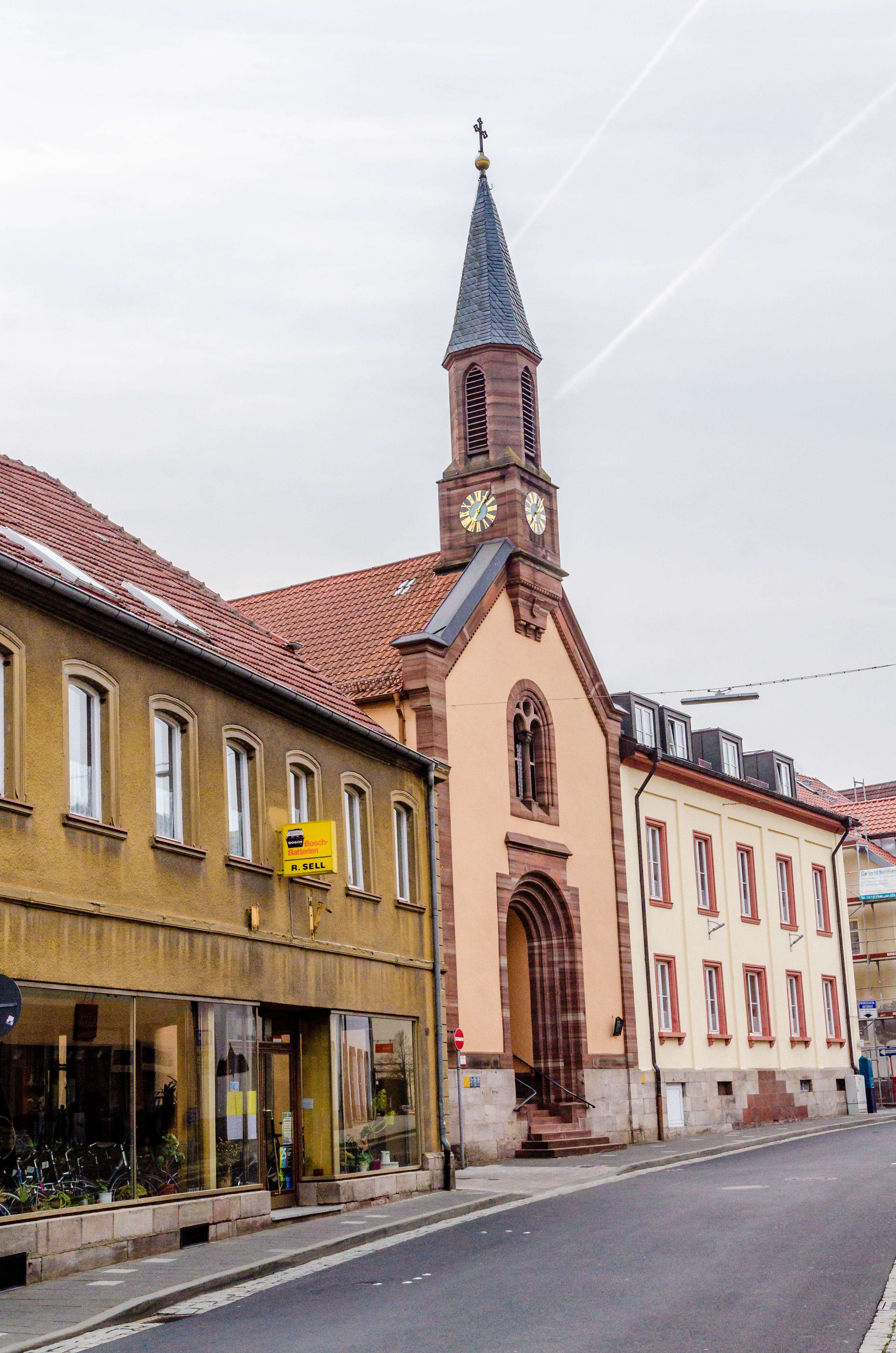
Bahnhofstraße mit Spitalkirche

Das Ensemble Bahnhofstraße in Hammelburg, einer Stadt im unterfränkischen Landkreis Bad Kissingen in Bayern, ist ein Bauensemble, das unter Denkmalschutz steht.
Im unteren Teil der Bahnhofstraße hat sich die Bebauungsstruktur und großenteils auch die Bausubstanz aus der Zeit vor dem Brand von 1854 erhalten. Auf der Ostseite schließt sich an das Schoberhaus nach Süden eine geschlossene Reihe schmaler, verputzter Traufseithäuser in Fachwerkbauweise mit vorspringenden Obergeschossen aus dem 17./18. Jahrhundert an.
Die gegenüberliegende, westliche Straßenseite ist durch eine regelmäßige Reihung von Giebelhäusern geprägt, in der sich angepasste Bauten des 20. Jahrhunderts befinden.

## Einzeldenkmäler
- Bahnhofstraße 4: Ehemaliges Wohnstallhaus
- Bahnhofstraße 8: Spitalkirche
- Bahnhofstraße 18: Staatliches Forstamt
- Bahnhofstraße 32: Ehemaliges Schoberhaus
- Bahnhofstraße 37: Wohnhaus
- Bahnhofstraße 41: Wohnhaus
- Bahnhofstraße 45: Wohnhaus
- Bahnhofstraße 51: Ehemaliges Wohnhaus, jetzt Gasthaus